# 辫群

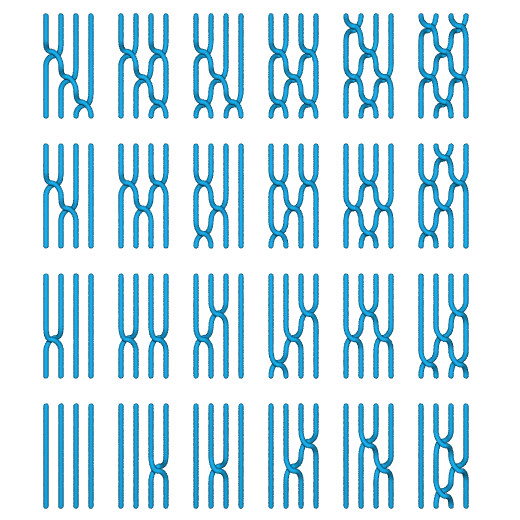
置換群 S4的24个元素

辮群（英語：Braid group）為數學領域中紐結理論的一個概念。一個{\displaystyle \ n} 股的辮群（記為{\displaystyle \ B_{n}}）是元素為 n-braid 的群，其運算為前一個 n-braid 按後一個 n-braid 的方式操作（見 § 舉例說明）。
辮群是由美国数学家埃米爾·阿廷（于1925 年提出），因此又被稱為阿廷辮群（英語：Artin Braid group）。

## 引言
想像有4條橫著擺放的繩子，它們的兩端分別被固定在左右兩側的牆上。如下圖所示，黑點代表被固定的位置。
我們稱這樣繩子的擺放方式，或是編織的方式為一個辮子（英語：braid）。而正式的寫法中會連繩子的數目也一起表達，將4股的辮子以英文簡寫成 4-braid。
如果將剛才的辮子中下面兩條的右端交換位置，會變成下圖的樣子。
那麼這兩種會是不同的4股辮子(英語：4-braid)。 如果將這兩種辮子理解為群中的元素，那麼剛才把右端交換位置的操作就是群當中的運算。在辮群的討論中，常用這些操作來表示不同的辮子，這種表示方法稱作 braid word。

## 舉例說明
在這個小節中，以{\displaystyle \ n=4}為例。
下面的两条辫子是不同的：
| 编织sigma1-1 | 不同于 | 编织sigma1 |

但是下面的两条辫子是相同的：
| 编织sigma1-1 | 同于 | 另一个代表西格玛1-1 |

所有的股都必须从左向右移动，所以下面的图片并不是一条辫子：
| 不是一个编织 | 不是辫子 |

我们可以编两条辫子：
|  | 加 |  | 等于 |  |

另一个例子：
|  | 加 |  | 等于 |  |

复合 / 编织物σ和τ的组成写为στ。
{\displaystyle B_{4}}是四股上所有编织物的集合。上面的复合是群操作，单位元是四股水平平行股的辫子，辫子B的逆元素是取消B的操作。

## 应用
辮群的應用包括 陳-西蒙斯理論、亚历山大定理（Alexander's Theorem）、楊-巴克斯特方程、 代数几何、任意子、等。
- 流体力学、chaotic mixing、拓扑熵、Nielsen-Thurston分类[4][5][6]
- 量子物理学、任意子、量子计算、量子信息